# Mistrovství světa v jízdě na skibobech 2014
XXXVI. ročník Mistrovství světa v jízdě na skibobech 2014 se konal v rakouském středisku Spital am Semmering od 26. února do 2. března 2014. Na programu šampionátu byl závod v super G, obřím slalomu, slalomu a kombinaci a to v kategorii mužů a žen.

## Medailové pořadí zemí
| Pořadí | Země           | Zlato | Stříbro | Bronz | Celkově |
| ------ | -------------- | ----- | ------- | ----- | ------- |
| 1.     | Rakousko (AUT) | 4     | 4       | 4     | 12      |
| 1.     | Česko (CZE)    | 4     | 4       | 4     | 12      |
|        | Celkem         | 8     | 8       | 8     | 24      |

## Medailisté

### Muži
| Disciplína  | Zlato                        | Stříbro                           | Bronz                             |
| ----------- | ---------------------------- | --------------------------------- | --------------------------------- |
| super G     | Aleš Housa Česko (CZE)       | Pavel Čiháček Česko (CZE)         | Martin Gutjahr Rakousko (AUT)     |
| obří slalom | Gerhard Hauer Rakousko (AUT) | Aleš Housa Česko (CZE)            | Christian Ablinger Rakousko (AUT) |
| slalom      | Gerhard Hauer Rakousko (AUT) | Christian Ablinger Rakousko (AUT) | Pavel Čiháček Česko (CZE)         |
| kombinace   | Gerhard Hauer Rakousko (AUT) | Aleš Housa Česko (CZE)            | Markus Achleitner Rakousko (AUT)  |

### Ženy
| Disciplína  | Zlato                       | Stříbro                     | Bronz                             |
| ----------- | --------------------------- | --------------------------- | --------------------------------- |
| super G     | Alena Housová Česko (CZE)   | Lisa Zaffová Rakousko (AUT) | Klára Hofmanová Česko (CZE)       |
| obří slalom | Lisa Zaffová Rakousko (AUT) | Alena Housová Česko (CZE)   | Stanislava Preclíková Česko (CZE) |
| slalom      | Alena Housová Česko (CZE)   | Lisa Zaffová Rakousko (AUT) | Stanislava Preclíková Česko (CZE) |
| kombinace   | Alena Housová Česko (CZE)   | Lisa Zaffová Rakousko (AUT) | Claudia Hartlová Rakousko (AUT)   |